# Idaea circuitata
Idaea circuitata là một loài bướm đêm trong họ Geometridae.